# Holmes Beach
Holmes Beach – miasto w Stanach Zjednoczonych, w stanie Floryda, w hrabstwie Manatee.